# Retallar, copiar i enganxar

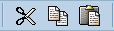
Icones de retallar, copiar i enganxar

En informàtica, retallar, copiar i enganxar són els procediments per l'edició i transferència de text, dades, fitxers o objectes dins d'un mateix fitxer, o des d'un lloc d'origen a un de destinació. Per a aquestes accions s'utilitza el porta-retalls. Utilitza a principis en editors de text, ha esdevingut una eina fonamental en la redacció de documents.
Els termes provenen de la tradicional pràctica tipogràfica d'impressió òfset, on literalment els textos es componien a base de retallar o copiar diferents fragments per a més tard enganxar-los o inserir-los en una nova ubicació, abans de transferir-les per un procediment fotogràfic al rotlló o la placa d'impremta. Va ser una pràctica habitual fins ben avançada la dècada dels anys 1990, quan a poc a poc la fotocomposició es va desmaterialitzar en fer-se directament a la pantalla. Inicialment utilitzat per redactar un text, el retallar, copiar i enganxar es va generalitzar a qualsevol mena de contingut: imatges, vídeos, música, programari...
En l'entorn de l'ordinador personal, el copiar i enganxar va ser inventat per Larry Tesler, entre 1973 i 1976 quan treballava per a Xerox quan desenvolupava el GYPSY, el primer programari per preparar documents. Després el va popularitzar quan el 1980 se'n va anar a Apple i col·laborar a l'Lisa i Macintosh, en els seus sistemes operatius i aplicacions. En aquest moment les accions van ser associades a les lletres corresponents a la seva drecera de teclat. Més tard Microsoft en Windows va adoptar-lo en canviar la tecla cmd per la ctrl.
L'acció de retallar treu del seu lloc d'origen la informació seleccionada mentre que al copiar es crea un duplicat d'aquelles dades en concret. En ambdues situacions la informació es guarda en un software d'emmagatzematge de curta durada, on perdura fins que s'insereix en un nou destí mitjançant l'acció d'enganxar. Els noms d'aquestes ordres són una metàfora de la interfície, creada sobre la base del coneixement físic de l'edició en el disseny gràfic d'una pàgina de paper.
| Apple, OSX | Windows  | Linux    |                                                              |
| ---------- | -------- | -------- | ------------------------------------------------------------ |
| cmd + x    | ctrl + x | ctrl + x | per retallar, a causa de la forma en tisora d'aquesta lletra |
| cmd + c    | ctrl + c | ctrl + c | per copiar, per ser la inicial de copy (anglès per 'copiar') |
| cmd + v    | ctrl + v | ctrl + v | per enganxar, per proximitat en el teclat a les altres dues  |

Les opcions de "retallar, copiar i enganxar" estan dirigides al porta-retalls del PC per ser enganxades en un document de text o en algun directori del disc.

## Copiar, enganxar i plagiar
La facilitat de copiar i enganxar texts trobats tot arreu a la xarxa crea problemes arreu, sobretot en el món acadèmic, on treballs presentats per l'autor com a originals, en gran part, si no totalment, són producte del copiat i enganxat. Per remeiar aquest plaga es va desenvolupar programari que intenta detectar el plagi: els més coneguts són CopyCatch Gold, Turnitin i Eve2. L'empresa Citilab va desenvolupar el programari Approbo, que proposa una solució de control en línia. L'actitud més o menys tolerant envers aquesta pràctica de plagi va junts amb el clima general de corrupció d'un país. Certs autors parlen de la «generació copia i enganxa». Uns dels casos més coneguts va ser el de l'antic ministre de Defensa alemany, Karl-Theodor zu Guttenberg, que va demetre de tots els seus càrrecs i perdre el seu títol de doctor, quan va palesar que molts parts de la seva tesi doctoral eren mer copiar-enganxar.